# Андропов Юрій Володимирович

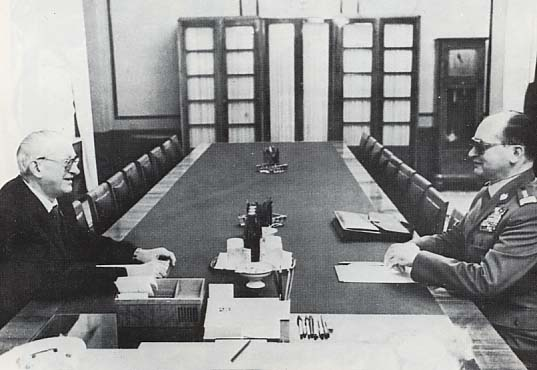
Юрій Андропов і Войцех Ярузельський

Ю́рій Володи́мирович Андро́пов (рос. Юрий Владимирович Андропов; 2 [15] червня 1914, станиця Нагутська, Ставропольська губернія, Російська імперія — 9 лютого 1984, Москва, СРСР) — радянський партійний і державний діяч. Член ЦК КПРС у 1961—1984 роках. Депутат Верховної Ради СРСР 3-го, 6—10-го скликань. Генеральний секретар ЦК КПРС (1982—1984), голова Президії Верховної Ради СРСР (1983—1984), голова КДБ СРСР (1967—1982). Генерал армії (з 1976). Герой Соціалістичної Праці (1974).

## Біографія
Володимир Костянтинович Андропов — батько Юрія Володимировича — залізничний інженер, мав вищу освіту, закінчив Харківський інститут залізничного транспорту. Помер від висипного тифу 1919 року.
Мати Андропова, вчителька музики Євгенія Карлівна Флекенштейн, була дочкою (можливо, прийомною) уродженців Фінляндії — торговця годинниками і ювелірними виробами Карла Францевича Флекенштейна і Євдокії Михайлівни Флекенштейн, яка після смерті Карла Флекенштейна в 1915 році займалася справами чоловіка.
Народився в станиці Нагутська. Після закінчення семирічки Андропов працював помічником кіномеханіка при залізничному клубі на станції Моздок, робітником на телеграфі. З 1931 року працював матросом річкового флоту на Волзькому пароплавстві. 1934 року поступив в Рибінський технікум водного транспорту, після його закінчення (1936) працював на Рибінській судноверфі імені В. Володарського.

### Партійна робота
З 1937 року секретар, з 1938 року — перший секретар Ярославського обкому ВЛКСМ. З 1940 року — перший секретар ЦК ЛКСМ Карело-Фінської РСР. У 1944—1947 роках — другий секретар Петрозаводського міськкому ВКП(б), у 1947—1951 роках — другий секретар ЦК Компартії Карело-Фінської РСР. З 1951 року в апараті ЦК ВКП(б), з 1953 року — на дипломатичній роботі.

### Дипломатична робота
У 1953—1957 роках — посол СРСР в Угорщині. Головний ініціатор та співорганізатор радянської інтервенції в Угорщину з метою придушення угорського повстання 1956 року. У 1957—1962 роках — завідувач відділу по зв'язках із соціалістичними країнами та комуністичними партіями цих країн, з 1962 року — секретар ЦК КПРС. Спочатку підтримував антисталінський курс, однак після повалення Микити Хрущова переорієнтувався.

### Робота у КДБ
У 1967—1982 роках — голова Комітету державної безпеки СРСР при Раді Міністрів СРСР. Тоді ж обраний кандидатом у члени політбюро ЦК КПРС. Брав активну участь в організації вторгнення військ Варшавського договору до Чехословаччини (1968). Під керівництвом Андропова органи безпеки знову перетворилися на потужну систему, що контролювала практично всі сфери життя суспільства. Активна боротьба КДБ проти інакодумства, дисидентів та інтелектуальної опозиції режиму, застосування проти останніх примусового психіатричного лікування, позбавлення громадянства, арешти, звільнення з роботи сприяли негативному іміджу Андропова у колах ліберальної інтелігенції, а також на Заході.
У період керівництва КДБ Андропов був організатором переслідувань противників комуно-тоталітарного режиму. На цей час припадають, зокрема, розгром Українського національного фронту та репресії проти його членів — Зиновія Красівського, Дмитра Квецька, Михайла Дяка, Ярослава Лесіва, Івана Губки, Мирослава Меленя, В. Кулінича, Г. Поповича, масовий погром українських дисидентів 1978 року, постійний правовий і психічний терор проти учасників Гельсинських груп в Україні. Як голова КДБ приділяв багато уваги зовншній розвідці, контррозвідці, розробці нових форм і методів науково-технічного шпигунства.
З 1973 року — член політбюро ЦК КПРС. Був одним з ініціаторів введення радянських військ до Афганістану і силового розв'язання кризи в Польщі (1980).

### Генеральний секретар ЦК КПРС
З 12 листопада 1982 року — генеральний секретар ЦК КПРС. З червня 1983 року — голова Президії Верховної Ради СРСР.
У 1982—1984 роках як Генеральний секретар ЦК КПРС фактично був керівником СРСР. На посту глави держави почав проводити реформи. Андропов прагнув виправити деякі вади доби Леоніда Брежнєва — ініціював антикорупційну кампанію, заходи щодо зміцнення дисципліни, намагався адміністративно-чекистськими методами зупинити кризові явища.
Через важку хворобу з серпня 1983 року перебував на тривалому лікуванні. Висунув кандидатуру Михайла Горбачова на посаду генерального секретаря ЦК КПРС.

### Смерть і спадщина
Помер у Москві 9 лютого 1984 року.
Похорон Андропова відбувся о 12 годині 14 лютого 1984 року біля Кремлівської стіни на Червоній площі Москви. На траурну церемонію прощання прилетіли глави держав та урядів багатьох країн, зокрема прем'єр-міністр Великої Британії Маргарет Тетчер та віце-президент США Дж. Буш-старший.[джерело?]

13 лютого 1984 року на позачерговому Пленумі Центрального Комітету КПРС новий Генсек ЦК КПРС Костянтин Черненко у своїй промові заявив:
Недовгий, до образливого недовгий, товариші, термін судилося Юрію Володимировичу Андропову працювати на чолі нашої партії та держави. Усім нам не вистачатиме його. Він пішов із життя у розпал великої і напруженої роботи, спрямованої те що, щоб надати потужне прискорення розвитку народного господарства, подолати труднощі, із якими зіткнулася країна межі 70—80-х. Але всі ми знаємо, як багато вдалося зробити партії за цей короткий час, як багато нового, плідного набуло прав громадянства і утвердилося на практиці. Продовжувати і колективними зусиллями рухати далі розпочату під керівництвом Юрія Володимировича роботу — найкращий спосіб віддати належне його пам'яті, забезпечити наступність у політиці.

## Сім'я
Був двічі одружений. Перший шлюб (1935—1940) з Ніною Іванівною Єнгаличевою (1914—1994), від якої дочка Євгенія (нар. 1936) і син Володимир (1940—1975). Доля старшого сина Володимира склалася невдало — він двічі сидів у в'язниці за крадіжки. Звільнившись, поїхав до Тирасполя. Порушувати закон перестав, почав пити, спивався, не працював. Андропов приховував, що його син сидів у в'язниці— таких родичів не було ні в кого з членів Політбюро. У кадри КДБ не брали, якщо у сім'ї є засуджений злочинець. Володимир Юрійович Андропов помер 4 червня 1975 року у віці 35 років. Він сподівався бодай перед смертю побачити батька. Юрій Володимирович не приїхав ні до лікарні (хоча було відомо, що його син смертельно хворий), ні на похорон.
У другому шлюбі з Тетяною Пилипівною (до шлюбу Лебедєва) (1917—1991) у Юрія Володимировича народилося двоє дітей — син Ігор (1941—2006) і дочка Ірина (нар. 1947). Ірина Юріївна Андропова була одружена з Михайлом Філіпповим, актором Театру імені Маяковського.